# Melasina acmastis
Melasina acmastis är en fjärilsart som beskrevs av Edward Meyrick 1917. Melasina acmastis ingår i släktet Melasina och familjen säckspinnare. Inga underarter finns listade i Catalogue of Life.